# Ричард Маркс
Ричард Ноел Маркс (енгл. Richard Noel Marx; 16. септембра 1963. у Чикагу, Илиноис) је амерички поп рок певач, текстописац, музичар и музички продуцент.

## Младост
Маркс је једино дете Рут, бивше певачице и Дика Маркса, џез музичара и оснивача успешне рекламне компаније раних 1960-их. Он има троје полу браће и сестара из очевог првог брака.

## Почетак каријере
Маркс је започео своју музичку каријеру са 5 година, певајући комерцијалне џинглове које је написао његов отац.

## Музичка каријера

### Дебитантски албум
Маркс је истоимени деби албум, објављен у јуну 1987, продао у скоро четири милиона примерака у САД.

## Музички утицаји / омиљени уметници
Поред родитеља на Марка су највећи музички утицај имали Сем Кук, Елвис Пресли, Елтон Џон...